# إليجيرية خماسية الأوراق
إليجيرية خماسية الأوراق (الاسم العلمي:Illigera pentaphylla) هي نوع من النباتات تتبع جنس الإليجيرية من فصيلة الهرنانديات.